# Вујица Јевђевић
Вујица Јевђевић (Касидоли, Прибој, 12. октобар 1913 — Хајландс Ранч (Колорадо), 26. март 2006) био је грађевински инжењер, директор Института за водопривреду „Јарослав Черни“, професор на Одсеку за хидротехнику Грађевинског факултета у Београду, професор на Грађевинском факултету Универзитета државе Колорадо (САД), и професор и директор Водопривредног института на Универзитету „Џорџ Вашингтон“ (САД). Са академиком Миладином Пећинаром, творац је концепције развоја хидроенергетског система и система водопривреде Србије и Југославије. Имао је водећу улогу у хидротехничкој изградњи земље, стварању научних центара и у образовању инжењера.

## Биографија
Очева породица, пореклом из Црне Горе, доселила се у околину Прибоја 1800. године.
Рођен је 12. октобра 1913. у Касидоли, код Прибоја, у угледној свештеничкој породици, од мајке Даринке, ћерке трговца Симе Јовановића из Вишеграда и оца Михаила. Отац је завршио Призренску богословију, а затим је студирао богословију у Кијеву и Паризу и служио као парох у околини Прибоја, те помагао у сложној задрузи Јевђевића.
Након Сарајевског атентата, отац Михаило и прадеда Вукоје, су као угледни српски интелектуалци ухапшени и интернирани у Аустроугарску. Мајка је остала сама да гаји Вујицу. Прадеда је због старости и болести ослобођен 1917, вратио се кући и убрзо умро, док је отац Михаило ослобођен тек након Првог светског рата.
Вујица је основну школу започео 1919. године и завршио у Прибоју, а гимназију је уписао 1924. у Сарајеву. Матурирао је 1932. као један од најбољих ђака у генерацији.
Дипломирао је као одличан студент 1936. на Грађевинском одсеку Техничког факултета у Београду.  Након тога је завршио Школу резервних официра за инжењере.
Као хидротехнички инжењер је почео да ради у Вардарској бановини, на пословима регулација река, водовода, наводњавања, малих хидроелектрана, као и на првим истраживањима водних режима, чиме је стекао практично искуство у низу хидротехничких грана.
Као стипендиста Француске, упутио се на специјалистичке студије на Универзитету у Греноблу, у Француској, у то време једној од најпознатијих високих школа за хидротехничко инжењерство, где је 1938. стекао диплому хидротехничког факултета. Ради усавршавања је посетио познате хидрауличке лабораторије у Бирмингему, Лондону и Единбургу, где је стекао знања из хидрауличког моделирања.
Априла 1941. је мобилисан као резервни официр и заробљен је на положају у близини Скопља. Други светски рат је једно време провео у официрском логору у Немачкој, а затим је предат Италији, с обзиром да је његово место рођења припадало италијанској окупационој зони. У италијанском логору је имао блажи третман, па је могао да набавља литературу и време искористи за интензивно стручно и језичко усавршавање. Пошто је Италија капитулирала, Немци су почели да заузимају логоре на северу Италије, а он је успео да побегне из логора с лажним исправама и да се пребаци до Рима, где је боравио од септембра 1943. до јуна 1944. Када су савезници преузели Рим, преко логора у Барију је пребачен на Вис, а одатле у ослобођени Београд, октобра 1944.
Одмах након повратка у земљу, почео је да ради у Министарству грађевинарства, на пословима обнове земље. С обзиром да је био велики специјалиста из области хидротехнике, већ 1945. је пребачен у Савезно министарство електропривреде, где је радио на формирању Хидроенергетског завода са хидрауличком лабораторијом и од 1949. до 1956. руководио њиме. Завод је имао најважнију улогу хидроенергетској изградњи Југославије. Оснивач је и директор Хидрауличке лабораторије изграђене испод Авале, у којој су пројектовани први хидроенергетски објекти у Југославији.
Од завода су формирани Институт за водопривреду „Јарослав Черни“ (1949) и „Енергопројект“. . Институт је започео систематско изучавање водних снага Југославије, а први резултати су објављени 1954. године у чланку „Хидроенергетски потенцијал Југославије”, у часопису „Електропривреда”.
У периоду 1956−1958. је радио као саветник Електропривреде Југославије на планирању хидроенергетских система и објеката у Југославији. Радио је на стратешким решењима свих већих хидроенергетских водопривредних пројеката у Југославији, као што су „Власинска хидроелектрана“, ХЕ „Маврово“, ХЕ „Јабланица“, ХЕ „Рама“ и ХЕ „Јајце 2“. Радећи ове пројекте дао је методолошке, светски признате доприносе у науци о искоришћењу водних снага. На ХЕ систему Власина, по идеји Миладина Пећинара је урадио хидролошке и водопривредне анализе, одредио висину бране, величину акумулације, предвидео је четири каскадне хидроелектране и велики будући значај за регионално водоснабдевање.
У периоду 1946—1957. предавао је на Грађевинском факултету у Београду, предмете „Хидрологија” и „Коришћење водних снага”. На оба предмета обављао је пионирску улогу формирања тих научних дисциплина.
У Београду је објавио књигу „Хидрологија I” 1956, с којом је хидрологију увео у егзактну инжењерску науку. Књига представља сам светски врх тадашњих домета хидрологије, којом је постављен темељ југословенској хидрологији и водопривреди и хидротехници уопште. Заједно са енгл. Ray K. Linsley и енгл. Max A. Kohler се сматра једним од оснивача савремене школе хидрологије у свету.
У САНУ је 1955. године одбранио докторску дисертацију, под називом „Методе изучавања водних снага”, као први доктор техничких наука из области хидротехнике. Председник комисије за одбрану му је био Милутин Миланковић. Методе анализе хидроенергетских потенцијала које је он разрадио су се одомаћиле у светској пракси.
Каријеру је након 1958. наставио у САД, где је отишао са својом супругом. На Грађевинском факултету Универзитета државе Колорадо, у Форт Колинсу је 1960. изабран за редовног професора и руководиоца истраживачког и постдипломског програма за хидрологију и водопривреду. Факултет је захваљујући њему постао најпознатија светска висока школа за хидротехнику.
У периоду 1979−1987. је радио као професор, истраживач и директор Водопривредног института на Универзитету „Џорџ Вашингтон“, настављајући да сарађује и са универзитетом у Форт Колинсу. Пензионисао се 1987. године и након тога се вратио у Колорадо, настављајући да буде активан у свим светским догађањима везаним за хидрологију и водопривреду. Као стручњак Одељења за научне проблеме животне средине ASI (Advanced Study Institute) учествовао је у више међународних научних програма.
До 1996. године је сарађивао са НАТО природно научним и еколошки одељењима, у оквиру програма НАТО сарадње са источноевропским земљама.
Током свог рада у САД остао је у тесној вези са домовином, помажући њен научни, стручни и кадровски развој.
Хидротехнички инжењери које је ишколовао, постали су касније протагонисти високог реномеа домаће и светске хидротехнике. Бројне хидроелектране, акумулације и други водопривредни објекти су реализовани и након његовог одласка у САД. Утицао је на кадровски развој у области вода у низу земаља света, чак и оних најразвијенијих. Инжењери који су долазили из својих земаља на студије стицали су изванредна стручна знања из области вода.
Покретач је и један је од најплоднијих аутора научних часописа „Hydrology Papers” и „Hydraulic Papers”, оснивач је издавачке куће „Water Resources Publicatios”, најпознатије на свету из области хидротехнике. Своје радове на енглеском најчешће је потписивао као Yevjevich.
Његови први научни радови се односе на хидраулику објеката и настали су паралелно са развојем првих хидрауличких лабораторијских модела.
Допринео је стварању посебних области хидрологије, као што су: хидрологија екосистема, компаративна хидрологија, хидрологија квалитета вода и хидролошка економија.
Резултати његових истраживања су директно примењивани на конкретне хидроелектране, акумулације и бране у Југославији. Радови су настајали на конкретним проблемима са којима се суочавао и које је теоријски уопштавао, а баве се применом дифузора у доводима под притиском, проблемима расипања енергије преливања, методом ски скока, која је успешно примењена на ХЕ Јабланица, губицима енергије на улазу у резервоаре, која је примењено на више југословенских хидроелектрана са водостанима, затим пионирским економским радовима у вези са проблемима наноса и засипања акумулација, за којима је уследио и низ мера за заштиту језера од засипања, као и експерименталних грађевина за мерење протока воде и наноса, након чега је формирана „београдска школа наноса”.
Његов главни допринос у светској науци је на увођењу стохастичких метода у хидролошким анализама и њихова примена у водопривреди, као и увођење методе пропагације и дефинисање критеријума за практичну примену одређених апроксимација Сан-Венанових једначина (фр. Saint-Venant) нестационарних кретања.
У српској научној мисли значајна је његова примена ТИПС (Tendency Intermittency Periodity Stohasticty) методе. Ова његова метода у самом називу јасно истиче четири битна елемента случајних процеса у моделирању: тренд или тенденција развоја процеса, испрекиданост, односно појава скоковитости, периодичност, посебно у случају узастопног нагомилавања сушних и водених периода, као и стохастичност или случајна компонента. Метода представља синтезу резултата палеоокеанографских истраживања са прорачунима Милутина Миланковића, чиме је извршена својеврсна реафирмација Миланковићевих теорија, тако што су Миланковићеви циклуси прихваћени као детерминистичка компонента глобалних климатских модела, којој је Јевђевић додао случајну компоненту.
Значајан део својих истраживања је посветио анализи екстремних хидролошких појава, поплавама и сушама, најтежим изазови са којима се суочава човечанство и на ту тему је позиван у низу земаља да држи предавања. Осим аналитичког, разматрао је и економске аспекте ових феномена, формирајући посебну грану науке, хидролошку економију. Показало се да поплаве и суше обухватају веома пространа подручја, са посебним предвидивим циклусима, јер покрећу јаке економске потресе на светском тржишту хране, који у виду ланчане реакције утичу и на глобалне економске процесе у свету. Стварање додатних залиха хране у појединим државама, посебно житарица и крмног биља и њихово изношење на продају повезани су са дугорочним прогнозама екстремних хидролошких појава.
Написао је 22 књиге и више од 210 научних радова. Држао је бројна предавања на семинарима широм света. Дао је конкретна решења за техничке проблеме при градњи брана у више од 60 земаља.
Носилац је низа највећих научних признања у свету за научна достигнућа у области водопривреде и хидрологије:
- први је добитник тек установљене награде Америчког удружења грађевинских инжењера (American Society of Civil Engineers ASCE), за достигнућа у области водопривреде (1996)[19]
- први је добитник награде Ven Te Chow, Међународне асоцијације за водне ресурсе (International Water Resources Association - IWRA) (1988)
- добитник је награде Међународног друштва за хидролошка истраживања (International Association of Scientific Hydrology - IAHS), која се додељује најугледнијим ствараоцима из области хидрологије[12] (1987)
- први је добитник награде Универзитета Колорадо енгл. University Award for Excellence in Reserch

Почасни је доктор више светских универзитета и био је почасни члан више међународних друштава.
На иницијативу Грађевинског факултета, поводом његовог 90. рођендана и 65 година рада, додељена му је титула почасног доктора наука Универзитета у Београду (2004). Изабран је за члана Академије инжењерских наука Србије.
Пред крај живота је желео да се у Прибоју, Пријепољу и Новој Вароши, направи Парк природе, како би заштитио воде. У заоставштини, међу његовим скицама је и нацрт брана на каналу Дунав-Морава-Егеј.
Грађевинском факултету у Београду је поклонио своју стручну библиотеку са преко 300 наслова и поверио на чување оригинале својих међународних награда, комплете радова до 1996. и јединствену документацију планираних активности које је водио током своје каријере.
Преминуо је у Хајландс Ранчу, 26. марта 2006. године, у 92. години, након дуге борбе са Паркинсоновом болешћу. Сахрањен је 1. априла 2006. на манастирском гробљу Манастира Нова Грачаница у Илиноису.

## Породица
Оженио се 1948. године Мирјаном Пухарић, правницом запосленом у Савезном министарству електропривреде. Имали су три ћерке, Веру, Бранку и Раду.

## Легат
Дедину кућу из 1872. године, најстарију очувану у Прибоју је завештао Завичајном музеју и финансирао је њену обнову, са око 10.000 тадашњих долара, под условом да јој се врати првобитни изглед. Кућа сведочи о архитектури тадашњих градских кућа и начину живота гарских породица крајем 19. века. Уз кућу се налази помоћна зграда која служи као археолошки депо.
У музеју се налазе три легата, а један од њих је његов легат. У музеју су изложени његови радови и признања. Музеју је поклонио велики број књига, пројеката и рукописа, између осталог и своју биографију на енглеском.
Уведена је и награда у вредности од 1.000 долара за најбољег студента на Геолошком факултету у Београду, која се једном годишње додељује на његов рођендан.